# 2008年夏季奥林匹克运动会阿富汗代表团
2008年夏季奥林匹克运动会阿富汗代表团会参加2008年8月8日至24日在中国北京主办的第29届夏季奥运。代表团包括4位参赛者，包括1名田径选手及2名跆拳道选手，以及一名於挪威訓練時潛逃尋求庇護的女性田徑選手梅赫博巴·阿哈德娅（后由罗比娜·穆基亚尔替补）。跆拳道选手鲁胡拉·尼帕伊获得了男子58公斤级的铜牌，这是该国首枚奥运会奖牌。

## 獎牌榜
| 奖牌 | 运动员        | 项目   | 赛事         |
| ---- | ------------- | ------ | ------------ |
| 銅牌 | 鲁胡拉·尼帕伊 | 跆拳道 | 男子58公斤级 |

## 參賽項目

### 田径
- （男子）马苏德·阿齐兹（Masoud Azizi）（100米）
- （女子）罗比娜·穆基亚尔（Robina Muqimyar）（100米）

### 跆拳道
- 哈比比·尼帕伊（Habib Nikpah）男子羽量級（58公斤）[1]
- 鲁胡拉·尼帕伊（Rohullah Nikpah）男子輕量級（68公斤）[1]

## 資料來源
1. 1 2  .   [2008-08-02]. （原始内容存档于2008-05-13）.